# ABCA8
ABCA8‏ (ATP binding cassette subfamily A member 8) هوَ بروتين يُشَفر بواسطة جين ABCA8 في الإنسان.